# 7,5 cm PaK 41
7,5 cm Pak. 41 (нем. 7,5 cm Panzerjägerkanone 41) — немецкая 75-мм противотанковая пушка времен Второй мировой войны. Была разработана фирмой «Krupp A.G.» к 1942 году. Её отличительной особенностью от разрабатывавшейся параллельно 75-мм противотанкового орудия Pak. 40 был конический канал ствола.

## История разработки
Противотанковые пушки с коническим каналом ствола были шедевром инженерной мысли. Их стволы состояли из нескольких чередующихся конических и цилиндрических участков. Снаряды имели специальную конструкцию ведущей части, допускающую уменьшение её диаметра по мере продвижения снаряда по каналу. Таким образом обеспечивалось наиболее полное использование давления пороховых газов на дно снаряда за счёт уменьшения площади его поперечного сечения. Самой мощной серийной противотанковой пушкой с коническим каналом ствола стала 7,5 cm Pak 41. Проектирование её фирма Круппа начала ещё в 1939 году. В апреле 1942 года было изготовлено 4 пушки, в мае — 146, на чём производство прекратилось. Изготовление их обошлось в 2,25 млн. рейхсмарок.

## Характеристики орудия
Устройство орудия
Ствол состоял из трубы, насадки, ствольной втулки, дульного тормоза, соединительной муфты и казённика. Казённик соединялся с трубой соединительной муфтой. В передней части трубы имелась нарезка, с помощью которой труба соединялась с насадкой. Стык между трубой и насадкой перекрывался втулкой, которая закреплялась винтом. Длина трубы 2950 мм, длина насадки 1115 мм. Канал трубы состоял из каморы и нарезной цилиндрической части. Канал насадки состоял из гладкого конического участка длиной 455 мм и гладкого цилиндрического участка длиной 500 мм. Наибольший диаметр конуса 75 мм, наименьший 55 мм. Затвор — вертикальный клиновой полуавтоматический. Противооткатные устройства состояли из гидравлического тормоза отката и пружинного накатника и помещались в люльке. Особенностью конструкции пушки являлось отсутствие верхнего и нижнего станков обычной конструкции. Нижним станком пушки является щит, состоящий из двух параллельных броневых листов, усиленных для увеличения жёсткости промежуточными переборками. К щиту крепились люлька с шаровым сегментом, ход с механизмом подрессоривания и механизмы наведения. Люлька состояла из цилиндра, шарового сегмента и корыта, прикреплённого к цилиндру на болтах. Ствол помещался в цилиндре люльки, в котором он и перемещался во время отката и наката. В нижней корытообразной части люльки помещались противооткатные устройства. Цилиндрическая часть люльки имела горизонтальные цапфы, которые закреплялись в шаровом сегменте и вокруг которых качающаяся часть пушки вращалась при вертикальной наводке. Шаровой сегмент имел вертикальные цапфы, с помощью которых люлька соединялась со щитом. Подъёмный механизм секторного типа с внешним зацеплением крепился на цилиндре люльки с правой стороны. Поворотный механизм винтового типа расположен с левой стороны. Уравновешивающего механизма не было. Система перевозилась мехтягой. Подрессоривание торсионное, автоматически выключалось при раздвигании станин. Ход снабжён пневматическим тормозом, управляемым водителем тягача. Колёса металлические со сплошными резиновыми шинами.
Данные 7,5 cm Pak. 41:
- Длина гладкой части каморы со скатом — 555 мм;
- Длина нарезной цилиндрической части —2395 мм;
- Длина гладкого конического участка — 455 мм;
- Длина гладкого цилиндрического участка — 500 мм;
- Диаметр каморы — 102 — 97 мм;
- Диаметр начала конического участка — 75 мм;
- Диаметр конца конического участка — 55 мм;
- Крутизна нарезов (постоянная) — 25 клб;
- Число нарезов — 28;
- Глубина нареза — 1,0 мм;
- Ширина нареза — 5,2 мм;
- Ширина поля — 3,2 мм.

Лафет
- Длина отката: нормальная 700 мм, максимальная 730 мм.
- Длина от центра боевой оси до опоры сошников — 3300 мм.
- Ширина по оси хода — 1640 мм.
- Клиренс — ок. 320 мм.
- Высота системы: при нулевом угле ВН — 1165 мм, при максимальном угле ВН — 1625 мм.
- Диаметр колеса — 880 мм.
- Вес ствола с затвором — 526 кг.
- Вес откатных частей — 550 кг.
- Вес вращающейся части — 740 кг.
- Вес хода — 274 кг.
- Вес пары колёс — 134 кг.
- Вес системы: в боевом положении 1340 кг, в походном положении 1880 кг.
- Скорострельность — 12-14 выстр./мин.
- Живучесть ствола — ок. 500 выстр.
- Максимальное давление в канале — 2650 кг/см.
- Дальность прямого выстрела: 2000 м[2]

## Боеприпасы
Таблица 10 Производство боеприпасов для 7,5 cm Pak 41 (тыс. шт.)
| Тип снаряда                | 1942 г. | 1943 г. |
| -------------------------- | ------- | ------- |
| Осколочный                 | 29,3    | 27,2    |
| Подкалиберный Pzgr.41 W    | 27,1    | 7,9     |
| Подкалиберный Pzgr.41 (HK) | 11      | 41,3    |

Снаряды
| Тип снаряда   | Германское обозначение | Вес снаряда, кг | Длина снаряда, мм | Вес патрона, кг | Длина патрона, мм |
| ------------- | ---------------------- | --------------- | ----------------- | --------------- | ----------------- |
| Осколочный    | 7,5 cm Sprgr.41        | 2,61            | 238               | 6,9             | 770               |
| Подкалиберный | 7,5 cm Pzgr.41 (HK)    | 2,58            | 228               | 7,6             | 755               |
| Подкалиберный | 7,5 cm Pzgr.41 (StK)   | 2,58            | 228               | 7,6             | 755               |
| Подкалиберный | 7,5 cm Pzgr.41W        | 2,48            | 233               | 7,6             | 760               |

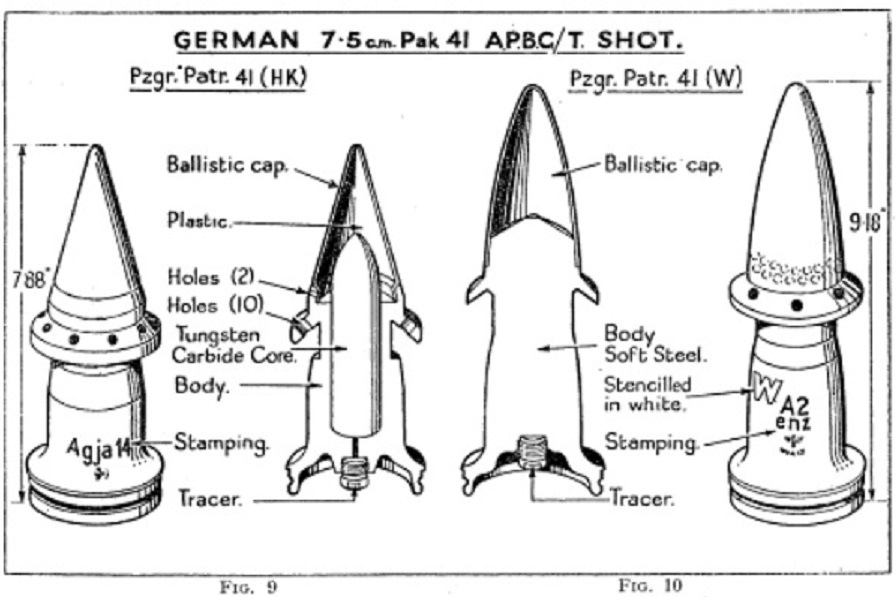
Снаряды к Pak 41

Гильза стальная длиной 545 мм. Заряд для осколочной гранаты 1,63 кг нитроглицеринового пластинчатого пороха, а для подкалиберных снарядов 2,46 кг пироксилинового пористого пороха.
Снаряды
- Бронебойно-трассирующий подкалиберный снаряд из поддона, сердечника, привинтной головки, баллистического наконечника и трассёра. Поддон имел два кольцевых выступа — нижний и верхний (последний с отверстиями) для центрирования и ведения снаряда в канале ствола. Сердечник из карбида вольфрама. Вес сердечника 0,91 кг, диаметр — 29,5 мм. Привинтная головка из мягкой стали.
- Осколочно-трассирующий снаряд обр. 41 имел привинтную головку с кольцевыми выступами. Кольцевой выступ и поддон из мягкой стали, после выстрела они сминались. Снаряд содержал 80 г гексогена и 113 г тротила. Взрыватель головной мгновенного действия Az 5072.
- Подкалиберный снаряд с сердечником из карбида вольфрама обр. 41 Pzgr 41 (HK) имел начальную скорость 1260 м/с и табличную дальность 2400 м. Подкалиберный снаряд с сердечником из стали Wotan обр. 41 Pzgr 41 (W) имел начальную скорость 1170 м/с и табличную дальность 1500 м. Эффективная дальность стрельбы всех подкалиберных снарядов составляла 700—1000 м.[3]

| Снаряды      | Масса снаряда | Начальная скорость | Бронепробиваемость при наклоне брони 30° | Бронепробиваемость при наклоне брони 30° | Бронепробиваемость при наклоне брони 30° | Бронепробиваемость при наклоне брони 30° | Бронепробиваемость при наклоне брони 30° |
| Снаряды      | Масса снаряда | Начальная скорость | 100 м                                    | 500 м                                    | 1000 м                                   | 1500 м                                   | 2000 м                                   |
| ------------ | ------------- | ------------------ | ---------------------------------------- | ---------------------------------------- | ---------------------------------------- | ---------------------------------------- | ---------------------------------------- |
| Pzgr 41 (HK) | 2,6 кг        | 1230 м/с           | 198                                      | 172                                      | 140                                      | н/д                                      | н/д                                      |
| Pzgr 41 (W)  | 2,5 кг        | 1230 м/с           | 97                                       | 80                                       | 70                                       | 60                                       | н/д                                      |

## Боевое применение
Пушка 7,5 cm Pak 41 неплохо показала себя в боевых условиях с использованием различных типов снарядов (табл. 10). На дистанции до 500 м она успешно поражала все типы тяжёлых танков. Однако из-за технологических трудностей, связанных с производством пушки и снарядов, массовое производство пушки налажено не было. К марту 1945 года из 150 пушек уцелело лишь 11, из которых 3 были на фронте.
Из 150 выпущенных пушек 141 сразу были отправлены в войска на советско-германский фронт и распределены по противотанковым дивизионам пехотных и моторизованных дивизий. Вскоре о боевом применении орудия с фронта стали поступать восторженные отзывы. В августе 1942 года вермахт потерял первые три орудия, при этом одно из них было захвачено красноармейцами исправным, вместе с небольшим количеством бронебойных снарядов. Всего до конца 1942 года было потеряно 17 пушек Pak 41. «Снарядный голод» вскоре вынудил немцев искать замену вольфраму, но новый тип снарядов для Pak 41 с сердечником из стали оказался значительно хуже по бронепробиваемости. При этом другое, более традиционное по стволу и снарядам противотанковое орудие 7,5 cm Pak 40 прекрасно зарекомендовало себя и впоследствии стало массово поступать в войска. К апрелю 1943 года в вермахте 78 орудий Pak 41, часть потерь относилась к небоевым: некоторые орудия были разобраны на запчасти. 25 июля 1943 года в журнале боевых действий OKW запись: «Из-за нехватки запасных частей и трудностей с боеприпасами группа армий „Центр“ передала 65 орудий 7,5 cm Pak 41 верховному командованию на Западе, где они отремонтированы, приведены в порядок и в дальнейшем использовались в войсках, размещённых на побережье для береговой обороны». Но и на Атлантическом валу в этих орудиях вскоре перестали нуждаться из-за отсутствия бронебойных снарядов, но их не списали и не отправили на переплавку. Конические пушки продолжали оставаться в войсках и в 1944 году приняли участие в боях против союзников. Количество Pak 41 в войсках неуклонно сокращалось: на 1 февраля 44 года их 56, на 1 апреля — 44, на 1 сентября — 35, а к 1 марта 45 года уцелело всего 11 орудий, из которых 3 были на фронте..